# Великозагайцівська сільська рада
Великозага́йцівська сільська рада —  адміністративно-територіальна одиниця та орган місцевого самоврядування в Кременецькому районі Тернопільської області. Адміністративний центр — село Великі Загайці. Після приєднання до Великодедеркальської територіальної громади, Великозагайцівська сільська рада припинила повноваження і на її базі був створений Великозагайцівський старостинський округ.

## Загальні відомості
- Територія ради: 42,392 км²
- Населення ради: 1 598 осіб (станом на 2001 рік)
- Територією ради протікає річка Вілія

## Населені пункти
Сільській раді були підпорядковані населені пункти:
- с. Великі Загайці
- с. Малі Загайці
- с. Тури

## Склад ради
Рада складалася з 14 депутатів та голови.
- Голова ради: Максим'юк Петро Михайлович
- Секретар ради: Іванюха Ганна Миколаївна

### Керівний склад попередніх скликань
| Прізвище, ім'я, по батькові | Основні відомості                                                                                              | Дата обрання | Дата звільнення |
| --------------------------- | --- | ------------ | --------------- |
| Мрига Олександр Никифорович | Сільський голова, 1965 року народження, освіта вища, член Соціалістичної партії України                        | 26.03.2006   | 31.10.2010      |
| Мрига Олександр Никифорович | Сільський голова, 1965 року народження, освіта вища                                                            | 31.10.2010   | 25.10.2015      |
| Максим'юк Петро Михайлович  | Сільський голова, 1953 року народження, освіта вища, член політичної партії Всеукраїнське об'єднання «Свобода» | 25.10.2015   | 25.11.2020      |

Примітка: таблиця складена за даними сайту Верховної Ради України та ЦВК

### Депутати VII скликання
За результатами місцевих виборів 2015 року депутатами ради стали:

#### За суб'єктами висування
| Суб'єкт висування             | Кількість обраних депутатів | %     |
| ----------------------------- | --------------------------- | ----- |
| Самовисування                 | 13                          | 92.86 |
| Радикальна партія Олега Ляшка | 1                           | 7.14  |

#### За округами
| № округу | Прізвище, ім'я, по батькові     | Ким висунуто                  | Дата нар.  | Освіта              | Партійна приналежність | Відомості                                            |
| -------- | ------------------------------- | ----------------------------- | ---------- | ------------------- | ---------------------- | ---------------------------------------------------- |
| 1        | Климюк Ганна Василівна          | Самовисування                 | 02.09.1984 | загальна середня    | безпартійна            | пенсіонер                                            |
| 2        | Ушинська Неля Тимофіївна        | Самовисування                 | 13.03.1967 | професійно-технічна | безпартійна            | приватний підприємець                                |
| 3        | Собко Михайло Дмитрович         | Самовисування                 | 13.03.1962 | професійно-технічна | безпартійний           | Великозагайцівський НВК, працівник по обслуговуванню |
| 4        | Дахнюк Інна Володимирівна       | Самовисування                 | 08.08.1990 | вища                | безпартійна            | Шумське відділення Кременецького МДПІ, оператор      |
| 5        | Дзяд Світлана Сергіївна         | Самовисування                 | 18.12.1979 | професійно-технічна | безпартійна            | пенсіонер                                            |
| 6        | Яцюк Роман Олегович             | Самовисування                 | 01.12.1992 | професійно-технічна | безпартійний           | ТОВ «Кременець-молоко», заготівельник молока         |
| 7        | Святенюк Наталія Вікторівна     | Радикальна партія Олега Ляшка | 17.07.1979 | вища                | безпартійна            | Великозагайцівський НВК, вчитель                     |
| 8        | Коломієць Михайло Васильович    | Самовисування                 | 15.09.1960 | професійно-технічна | безпартійний           | Будинок культури с. Великі Загайці, директор         |
| 9        | Біда Олександр Анатолійович     | Самовисування                 | 19.07.1987 | вища                | безпартійний           | тимчасово не працює                                  |
| 10       | Дискантюк Анатолій Купріянович  | Самовисування                 | 16.02.1955 | професійно-технічна | безпартійний           | пенсіонер                                            |
| 11       | Кодьман Віктор Михайлович       | Самовисування                 | 15.09.1959 | професійно-технічна | безпартійний           | пенсіонер                                            |
| 12       | Іванюха Ганна Миколаївна        | Самовисування                 | 12.01.1950 | вища                | безпартійна            | Великозагайцівська сільська рада, секретар           |
| 13       | Левицький Валерій Олександрович | Самовисування                 | 21.01.1976 | вища                | безпартійний           | ВАТ «Мостобуд» (м. Київ), капітан-механік            |
| 14       | Найчук Лілія Михайлівна         | Самовисування                 | 11.01.1970 | професійно-технічна | безпартійна            | ВПЗ Загайці, листоноша                               |

### Депутати VI скликання
За результатами місцевих виборів 2010 року депутатами ради стали:

#### За суб'єктами висування
| Суб'єкт висування          | Кількість обраних депутатів | %    |
| -------------------------- | --------------------------- | ---- |
| Громадянська партія «Пора» | 9                           | 56,3 |
| Самовисування              | 7                           | 43,8 |

#### За округами
| № округу                   | Прізвище, ім'я, по батькові  | Дата визнання обраним | Освіта             | Партійна приналежність | Відомості про обраного депутата               |
| -------------------------- | ---------------------------- | --------------------- | ------------------ | ---------------------- | --------------------------------------------- |
| Громадянська партія «ПОРА» |                              |                       |                    |                        |                                               |
| 1                          | Бурих Неля Михайлівна        | 05.11.2010            | середня            | позапартійна           | тимчасово не працює                           |
| 5                          | Лавренюк Ірина Володимирівна | 05.11.2010            | середня спеціальна | позапартійна           | Шумська РО ТИХ, патронажна сестра             |
| 6                          | Анімушко Іванна Михайлівна   | 05.11.2010            | середня спеціальна | позапартійна           | тимчасово не працює                           |
| 8                          | Тадейчук Лілія Сергіївна     | 05.11.2010            | середня спеціальна | позапартійна           | ФАП с. В.Загайці, акушерка                    |
| 9                          | Біда Олександр Анатолійович  | 05.11.2010            | вища               | позапартійний          | Темногайці, школа, вчитель                    |
| 10                         | Хаврусь Іванна Павлівна      | 05.11.2010            | середня            | позапартійна           | тимчасово не працює                           |
| 12                         | Ткач Наталія Степанівна      | 05.11.2010            | середня спеціальна | позапартійна           | тимчасово не працює                           |
| 13                         | Найчук Лілія Михайлівна      | 05.11.2010            | середня            | позапартійна           | ВПЗ Загайці, листоноша                        |
| 16                         | Цебрій Ростислав Григорович  | 05.11.2010            | середня спеціальна | позапартійний          | приватний підприємець                         |
| Самовисування              |                              |                       |                    |                        |                                               |
| 2                          | Соловей Надія Петрівна       | 05.11.2010            | середня            | позапартійна           | В. Загайцівське поштове відділення, листоноша |
| 3                          | Собко Михайло Дмитрович      | 05.11.2010            | середня спеціальна | позапартійний          | тимчасово не працює                           |
| 4                          | Кирилюк Микола Антонович     | 05.11.2010            | вища               | член Партії регіонів   | приватний підприємець                         |
| 7                          | Коломієць Галина Василівна   | 05.11.2010            | середня спеціальна | позапартійна           | ВПЗ Загайці, начальник ВПЗ Загайці            |
| 11                         | Кодьман Вадим Андрійович     | 05.11.2010            | середня            | позапартійний          | тимчасово не працює                           |
| 14                         | Іванюха Ганна Миколаївна     | 05.11.2010            | вища               | позапартійна           | В. Загайцівська сільська рада, секретар       |
| 15                         | Шаган Тетяна Григорівна      | 05.11.2010            | середня спеціальна | позапартійна           | Будинок культури, художній керівник           |